# Нову-Оризонти (Санта-Катарина)
Нову-Оризонти (порт. Novo Horizonte)  —  муниципалитет в Бразилии, входит в штат Санта-Катарина. Составная часть мезорегиона Запад штата Санта-Катарина. Входит в экономико-статистический  микрорегион Шапеко. Население составляет 2643 человека на 2022 год. Занимает площадь 151,722 км². Плотность населения — 17,42 чел./км².

## История
Город основан 9 января 1992 года.

## Статистика
- Валовой внутренний продукт на 2003 составляет 30.240.505,00 реалов (данные: Бразильский институт географии и статистики).
- Валовой внутренний продукт на душу населения на 2003 составляет 10.438,56 реалов (данные: Бразильский институт географии и статистики).
- Индекс развития человеческого потенциала на 2000 составляет 0,752 (данные: Программа развития ООН).